# Hámori
A Hámori vagy Hámory régi magyar családnév, amely a származási helyre utalhat: Alsó- és Felsőhámor (Borsod-Abaúj-Zemplén vármegye), Alsó- és Felsőhámor (Szlovákia, korábban Bars vármegye). Az elterjedtsége az északnyugati nyelvterületen főleg Borsod-Abaúj-Zemplén vármegyében jelentős. Családnév-magyarorsítás során főleg a hasonló hangzású Hammer, Hammerschmidt nevűek választották.

## Híres Hámori nevű személyek
Hámori
- Hámori Csaba (1948) politikus (MSZMP majd MSZP), országgyűlési képviselő (1985–1994)
- Hámori Ferenc (1972) válogatott labdarúgó, csatár
- Hámori Gabriella (1978) Jászai Mari-díjas magyar színésznő
- Hámori Ildikó (1947) színésznő, szinkronszínész
- Hámori Jenő (1933) olimpiai bajnok kardvívó, biokémikus
- Hámori József (1932) Széchenyi-díjas magyar biológus, egyetemi tanár
- Hámori László (1914–1970) válogatott magyar labdarúgó
- Hámori László (1933–1989) magyar nemzetközi labdarúgó-játékvezető

Hámory
- Hámory Imre (1909–1967) magyar operaénekes (bariton), színész